# Xi Virginis
Xi Virginis ( ξ Virginis, förkortat Xi Vir,  ξ Vir) som är stjärnans Bayerbeteckning, är en ensam stjärna belägen i nordvästra delen av stjärnbilden Jungfrun. Den har en skenbar magnitud på +4,83 och är synlig för blotta ögat. Baserat på parallaxmätning inom Hipparcosuppdraget på ca 27 mas, beräknas den befinna sig på ett avstånd av ca 122 ljusår (37 parsek) från solen.

## Egenskaper
Xi Virginis är en blå stjärna i huvudserien av spektralklass A4 V. Den har en radie som är 1,5 gånger solens radie och utsänder från sin yttre atmosfär 12,6 gånger mer energi än solen vid en effektiv temperatur på 8 170 K. Stjärnans beräknade ålder är 470 miljoner år och den har en relativt hög projicerad rotationshastighet på 130,0 km/s.